# غافين مارشال
غافين مارشال (بالإنجليزية: Gavin Marshall)‏ هو سياسي أسترالي، ولد في 25 مارس 1960 في ملبورن في أستراليا. نشط حزبياً في حزب العمال الأسترالي. وقد انتخب عضو مجلس الشيوخ الأسترالي ‏ عن دائرة فيكتوريا (1 يوليو 2002 – ).